# Fyris I
Fyris   var ett ångfartyg byggt vid Södra varvet i Stockholm 1862 som Fyris, senare namnändrad till Fyris I. I passagerartrafik mellan Stockholm och Uppsala fram till 1869, sedan såld till Piteå. 1895 såld till norska  ägare och körd till Moss samt omdöpt till Alpha. 1910  såld på exekutiv auktion till Frånö Gästgifveri, Frånö, och omdöpt till Herkules. Skrotad 1967.